# Ykkönen 2014
La Ykkönen 2014 fu la ventesima edizione della seconda serie del campionato finlandese di calcio come Ykkönen. Il campionato, iniziato il 28 aprile e terminato il 4 ottobre, con il formato a girone unico e composto da dieci squadre, venne vinto dall'HIFK, che venne promosso in Veikkausliiga.

## Stagione

### Novità
Dalla Ykkönen 2013 venne promosso in Veikkausliiga l'SJK, mentre vennero retrocessi in Kakkonen l'OPS e il Kajaani. Dalla Veikkausliiga 2013 venne retrocesso il JJK, mentre dal Kakkonen vennero promossi l'HIFK e il Jazz. Prima dell'inizio della stagione ci fu la fusione tra il Kotkan Työväen Palloilijat, iscritto al campionato di Kakkonen, e il KooTeePee che portò al cambio di denominazione della prima in FC KTP e all'iscrizione al campionato di Ykkönen.

### Formula
Le dieci squadre si affrontavano tre volte nel corso del campionato, per un totale di 27 giornate. La prima classificata veniva promossa direttamente in Veikkausliiga. Le ultime due classificate venivano retrocesse direttamente in Kakkonen.

## Squadre partecipanti
| Club         | Città       | Stadio                  | Stagione 2013                        |
| ------------ | ----------- | ----------------------- | ------------------------------------ |
| Haka         | Valkeakoski | Tehtaan kenttä          | 2º posto in Ykkönen                  |
| HIFK         | Helsinki    | Töölön pallokenttä      | 1º posto in Kakkonen Itälohko        |
| Ilves        | Tampere     | Tammelan Stadion        | 4º posto in Ykkönen                  |
| Jazz         | Pori        | Porin stadion           | 1º posto in Kakkonen Länsilohko      |
| JIPPO        | Joensuu     | Keskusurheilukenttä     | 8º posto in Ykkönen                  |
| JJK          | Jyväskylä   | Harjun stadion          | 12º posto in Veikkausliiga           |
| KTP          | Kotka       | Arto Tolsa Areena       | 3º posto in Ykkönen (come KooTeePee) |
| AC Oulu      | Oulu        | Raatin stadion          | 5º posto in Ykkönen                  |
| PK-35 Vantaa | Vantaa      | ISS stadion             | 6º posto in Ykkönen                  |
| Viikingit    | Helsinki    | Vuosaaren Urheilukenttä | 7º posto in Ykkönen                  |

## Classifica finale
|  | Pos. | Squadra      | Pt | G  | V  | N  | P  | GF | GS | DR  |
|  | ---- | ------------ | -- | -- | -- | -- | -- | -- | -- | --- |
|  | 1.   | HIFK         | 50 | 27 | 15 | 5  | 7  | 63 | 30 | +33 |
|  | 2.   | KTP          | 50 | 27 | 15 | 5  | 7  | 57 | 33 | +24 |
|  | 3.   | Ilves        | 47 | 27 | 14 | 5  | 8  | 45 | 29 | +16 |
|  | 4.   | AC Oulu      | 47 | 27 | 13 | 8  | 6  | 46 | 32 | +14 |
|  | 5.   | Haka         | 46 | 27 | 13 | 7  | 7  | 55 | 32 | +23 |
|  | 6.   | PK-35 Vantaa | 46 | 27 | 12 | 10 | 5  | 40 | 18 | +22 |
|  | 7.   | JJK          | 38 | 27 | 11 | 5  | 11 | 40 | 46 | -6  |
|  | 8.   | Jazz         | 25 | 27 | 6  | 7  | 14 | 31 | 48 | -17 |
|  | 9.   | JIPPO        | 20 | 27 | 5  | 5  | 17 | 19 | 56 | -27 |
|  | 10.  | Viikingit    | 6  | 27 | 1  | 3  | 23 | 19 | 81 | -62 |

Legenda:
      Promossa in Veikkausliiga
      Retrocesse in Kakkonen
Note:
Tre punti a vittoria, uno a pareggio, zero a sconfitta.
La classifica viene stilata secondo i seguenti criteri:
- Punti conquistati
- Differenza reti generale
- Reti totali realizzate
- Punti conquistati negli scontri diretti
- Differenza reti negli scontri diretti
- Reti realizzate negli scontri diretti
- Minor numero di reti subite in trasferta†
- Reti realizzate in casa†
- Minor numero di reti subite in casa†
- Play-off†
- Sorteggio

† solo per decidere promozione e retrocessione

## Statistiche

### Classifica marcatori
| Gol |  |  | Giocatore         | Squadra                 |
| --- |  |  | ----------------- | ----------------------- |
| 30  |  |  | Kalle Multanen    | Haka                    |
| 25  |  |  | Jussi Aalto       | KTP                     |
| 14  |  |  | Alekos Alekou     | Jazz                    |
| 14  |  |  | Jonne Hjelm       | Ilves                   |
| 12  |  |  | Samuli Kaivonurmi | KTP                     |
| 12  |  |  | Eero Peltonen     | HIFK                    |
| 11  |  |  | Dritan Stafsula   | AC Oulu                 |
| 10  |  |  | Antto Hilska      | JJK                     |
| 10  |  |  | Fidan Seferi      | Viikingit, PK-35 Vantaa |
| 8   |  |  | Antonio Inutile   | HIFK                    |
| 8   |  |  | Joni Korhonen     | PK-35 Vantaa            |
| 8   |  |  | Joni Mäkelä       | KTP                     |
| 8   |  |  | Tuomas Mustonen   | HIFK                    |
| 8   |  |  | Esa Terävä        | HIFK                    |